# Lasar Solomonowitsch Stilbans
Lasar Solomonowitsch Stilbans (russisch Лазарь Соломонович Стильбанс; * 4. Junijul. / 17. Juni 1917greg. in Minsk; † 1988) war ein belarussisch-russischer Physiker und Hochschullehrer.

## Leben
Stilbans studierte an der physikalisch-mechanischen Fakultät des Leningrader Polytechnischen Instituts mit Abschluss 1939 in Experimentalphysik. Darauf war er im Leningrader Werk Nr. 212 als Entwicklungsingenieur an der Entwicklung eines militärischen Nachführungssystems beteiligt.
Zu Beginn des Deutsch-Sowjetischen Krieges trat Stilbans am 4. Juli 1941 in die Volksopoltschenije ein. Er nahm an den Kämpfen bei Charkow, der Verteidigung Stalingrads und der Befreiung der Ukraine teil sowie dann an der Eroberung Rumäniens, Bulgariens, Ungarns, Jugoslawiens und der Tschechoslowakei. Im April 1946 wurde er in Österreich demobilisiert.
1946 trat Stilbans in das Leningrader Physikalisch-Technische Institut (LFTI) der Akademie der Wissenschaften der UdSSR (AN-SSSR) ein. Dort war er zunächst an der Inbetriebnahme eines Zyklotrons beteiligt. Als Mitarbeiter von Abram Fjodorowitsch Joffe und Juri Petrowitsch Maslakowez entwickelte er Halbleiter-Thermoelemente. 1949–1951 wurde unter Stilbans Leitung erstmals ein Kühlschrank mit einem Wirkungsgrad von mehr als 13 % entwickelt. Joffes Theorie der thermoelektrischen Kühlung wurde experimentell bestätigt. 1952 verteidigte er seine Kandidat-Dissertation. Im gleichen Jahr ging er mit Joffe und weiteren Mitarbeitern in das neue Halbleiter-Laboratorium, das 1954 das Halbleiter-Institut der AN-SSSR wurde. 1955 wurde Stilbans dort Leiter des Laboratoriums für Thermoelementphysik. Er war Mitautor der 1956 erschienenen Monografie über die thermoelektrische Kühlung, die darauf auch in England, Frankreich und Japan erschien. Nach der Verteidigung seiner Doktor-Dissertation 1961 wurde er zum Doktor der physikalisch-mathematischen Wissenschaften promoviert.
Viele Jahre lang hielt Stilbans als Professor seine Physik-Vorlesung am Lehrstuhl für technische Elektronik des Leningrader Polytechnischen Instituts. Daraus entstand seine Monografie über die Halbleiter-Physik.

## Ehrungen, Preise
- Orden des Roten Sterns (1944)[1]
- Jugoslawischer Partisanensternorden (1945)[1]
- Medaille „Für die Verteidigung Stalingrads“[1]
- Medaille „Für die Befreiung Belgrads“[1]
- Joffe-Preis (1975) für die Untersuchung der thermoelektrischen Phänomene in Halbleitern[5]